# Unterseeboot 506
Le Unterseeboot 506 (ou U-506) est un sous-marin allemand utilisé par la Kriegsmarine pendant la Seconde Guerre mondiale.

## Historique
Après son temps d'entraînement initial à Stettin dans la 4. Unterseebootsflottille jusqu'au 31 janvier 1942, il rejoint son unité de combat à Lorient, dans la 10. Unterseebootsflottille.
L'U-506 (avec l'U-156 et l'U-507 et le sous-marin italien Cappellini) a pris part aux opérations de sauvetage après le torpillage du paquebot du RMS Laconia en septembre 1942 au large de l'Afrique. Environ 1 500 hommes ont été sauvés par ces bateaux allemands ainsi que par des navires français venant de Dakar qui arriveront le 16 septembre, quatre jours après le naufrage.
L'U-506 a été coulé le 12 juillet 1943 à 15 heures 50 à l'ouest de Vigo en Espagne à la position géographique de 42° 30′ N, 16° 30′ O par sept charges de profondeur lancées par un avion américain B-24 Liberator de l'escadron USAF-A/S Squad. 1. Environ une quinzaine hommes a été vu dans l'eau après que le sous-marin se soit cassé en deux. Le pilote de l'avion attaquant a largué un radeau et une torche fumigène pour aider les survivants. Six sous-mariniers ont été repêchés par un destroyer britannique le 15 juillet, soit trois jours après le naufrage.
Au total, l'attaque aura coûté la vie de quarante-huit membres de l'équipage.

## Affectations successives
- 4. Unterseebootsflottille du 15 septembre 1941 au 31 janvier 1942
- 10. Unterseebootsflottille du 1er février 1942 au 12 juillet 1943

## Commandement
- Kapitänleutnant Erich Würdemann du 15 septembre 1941 au 12 juillet 1943

## Navires coulés
Il a coulé 14 navires pour un total de 69 893 tonneaux et a endommagé 3 navires pour un total de 23 358 tonneaux et un navire non réparable de 6 821 tonneaux au cours des 5 patrouilles qu'il effectua.

### Palmarès
| Date              | Nom                   | Nationalié  | Tonnage (GRT) | Dommage       |
| ----------------- | --------------------- | ----------- | ------------- | ------------- |
| 3 mai 1942        | Sama                  | Pays-Bas    | 567           | Coulé         |
| 10 mai 1942       | Aurora                | USA         | 7,050         | Endommagé     |
| 13 mai 1942       | David McKelvy         | USA         | 6 821         | Non réparable |
| 16 mai 1942       | Sun                   | USA         | 9 002         | Endommagé     |
| 16 mai 1942       | William C. Mctarnahan | USA         | 7 366         | Endommagé     |
| 17 mai 1942       | Gulfoil               | USA         | 5 189         | Coulé         |
| 19 mai 1942       | Heredia               | USA         | 4 732         | Coulé         |
| 20 mai 1942       | Halo                  | USA         | 6 986         | Coulé         |
| 20 mai 1942       | Yorkmoor              | Royaume-Uni | 4 457         | Coulé         |
| 31 mai 1942       | Fred W. Green         | Royaume-Uni | 2 292         | Coulé         |
| 21 août 1942      | City of Wellington    | Royaume-Uni | 5 733         | Coulé         |
| 23 août 1942      | Hamla                 | Royaume-Uni | 4 416         | Coulé         |
| 5 septembre 1942  | Myrmidon              | Royaume-Uni | 6 278         | Coulé         |
| 13 septembre 1942 | Lima                  | Suède       | 3 764         | Coulé         |
| 23 septembre 1942 | Siam II               | Royaume-Uni | 6 637         | Coulé         |
| 7 mars 1943       | Sabor                 | Royaume-Uni | 5 212         | Coulé         |
| 9 mars 1943       | Tabor                 | Norvège     | 4 758         | Coulé         |